# Secteur pastoral de Saint-Michel-de-Beauce-Étampes
Le secteur pastoral de Saint-Michel-de-Beauce-Étampes est une circonscription administrative de l'église catholique de France, subdivision du diocèse d'Évry-Corbeil-Essonnes.

## Histoire
Le synode diocésain de 1987 a modifié le statut du doyenné en secteur pastoral. En 2010, un nouveau découpage du diocèse a fusionné ce secteur pastoral avec celui de Beauce-Méréville.

## Organisation
Le secteur pastoral de Saint-Michel-de-Beauce-Étampes est rattaché au diocèse d'Évry-Corbeil-Essonnes, à l'archidiocèse de Paris et à la province ecclésiastique de Paris. Il est situé dans le vicariat Sud-Est et la zone verte du diocèse.

### Paroisses suffragantes
Le siège du doyenné est fixé à Étampes. Le secteur pastoral de Saint-Michel-de-Beauce-Étampes regroupe les paroisses des communes de:
- Abbéville-la-Rivière,
- Angerville,
- Arrancourt,
- Bois-Herpin,
- Boissy-la-Rivière,
- Boutervilliers,
- Brières-les-Scellés,
- Chalo-Saint-Mars,
- Chalou-Moulineux,
- Congerville-Thionville,
- Étampes (cinq paroisses),
- Estouches,
- Fontaine-la-Rivière,
- Guillerval,
- La Forêt-Sainte-Croix,
- Marolles-en-Beauce,
- Méréville
- Mérobert,
- Monnerville,
- Morigny-Champigny,
- Ormoy-la-Rivière,
- Pussay,
- Roinvilliers,
- Saclas,
- Saint-Cyr-la-Rivière,
- Saint-Hilaire.

### Prêtres responsables
| Période                                  | Période  | Identité      | Fonction précédente | Observation |
| ---------------------------------------- | -------- | ------------- | ------------------- | ----------- |
| ?                                        | en cours | Gilles Drouin |                     | -           |
| Les données manquantes sont à compléter. |          |               |                     |             |

## Patrimoine religieux remarquable
- Église Saint-Julien à Abbéville-la-Rivière ;
- Église Saint-Hilaire à Boissy-la-Rivière ;
- Église Saint-Jean-Baptiste à Boutervilliers ;
- Église Saint-Quentin à Brières-les-Scellés ;
- Église Saint-Médard à Chalo-Saint-Mars ;
- Église Saint-Aignan à Chalou-Moulineux ;
- Église Saint-Gilles, Église Saint-Basile, Collégiale Saint-Martin et Collégiale Notre-Dame-du-Fort à Étampes ;
- Église Saint-Gervais-Saint-Protais à Guillerval ;
- Église Saint-Côme-Saint-Damien à Monnerville ;
- Abbatiale de la Sainte-Trinité à Morigny-Champigny ;
- Église Saint-Étienne à Ormoy-la-Rivière ;
- Église Saint-Vincent-Saint-Rémi à Pussay ;
- Église Saint-Germain à Saclas ;
- Église Saint-Cyr-et-Sainte-Julitte à Saint-Cyr-la-Rivière.

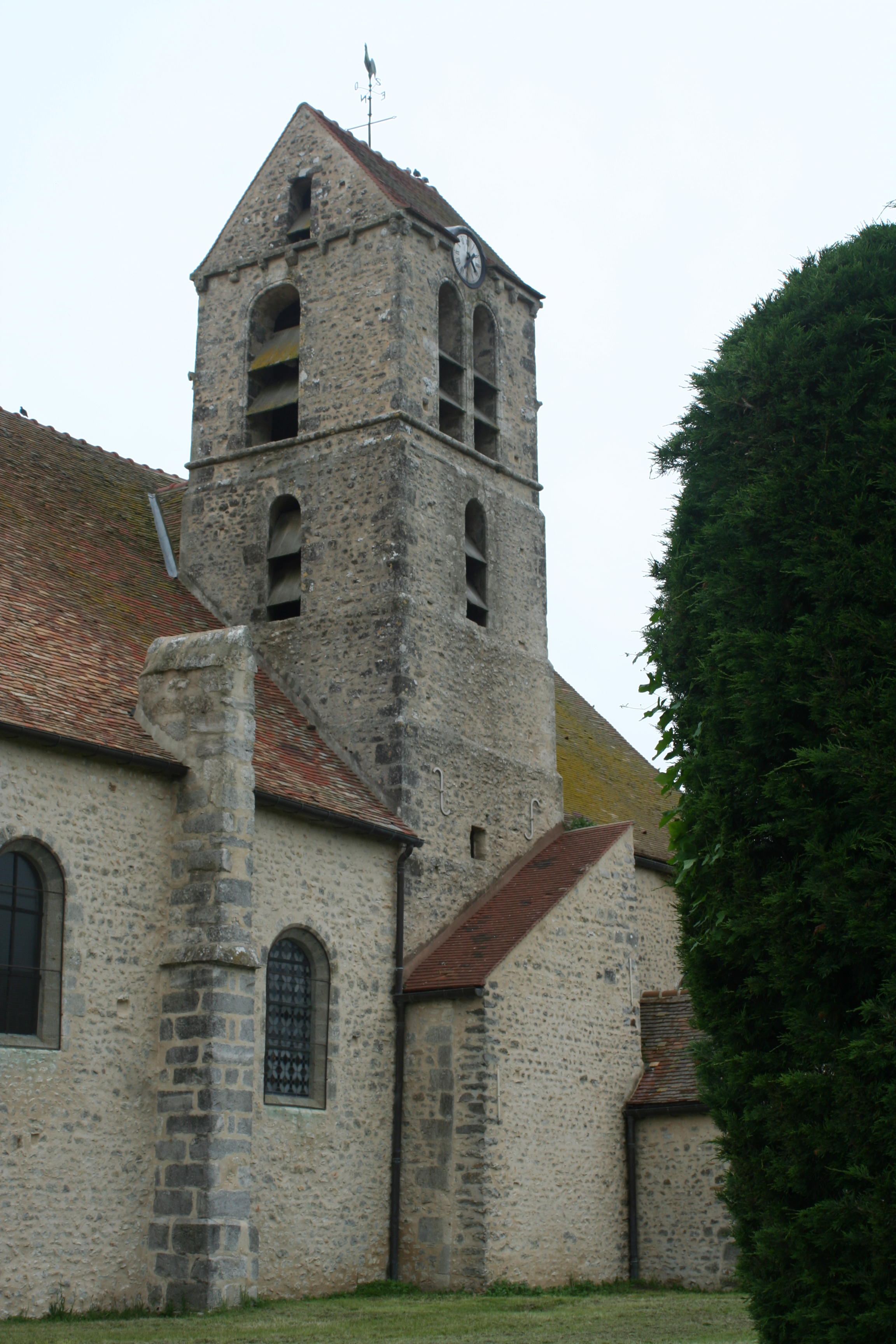
L'église Saint-Aignan de Chalou-Moulineux.
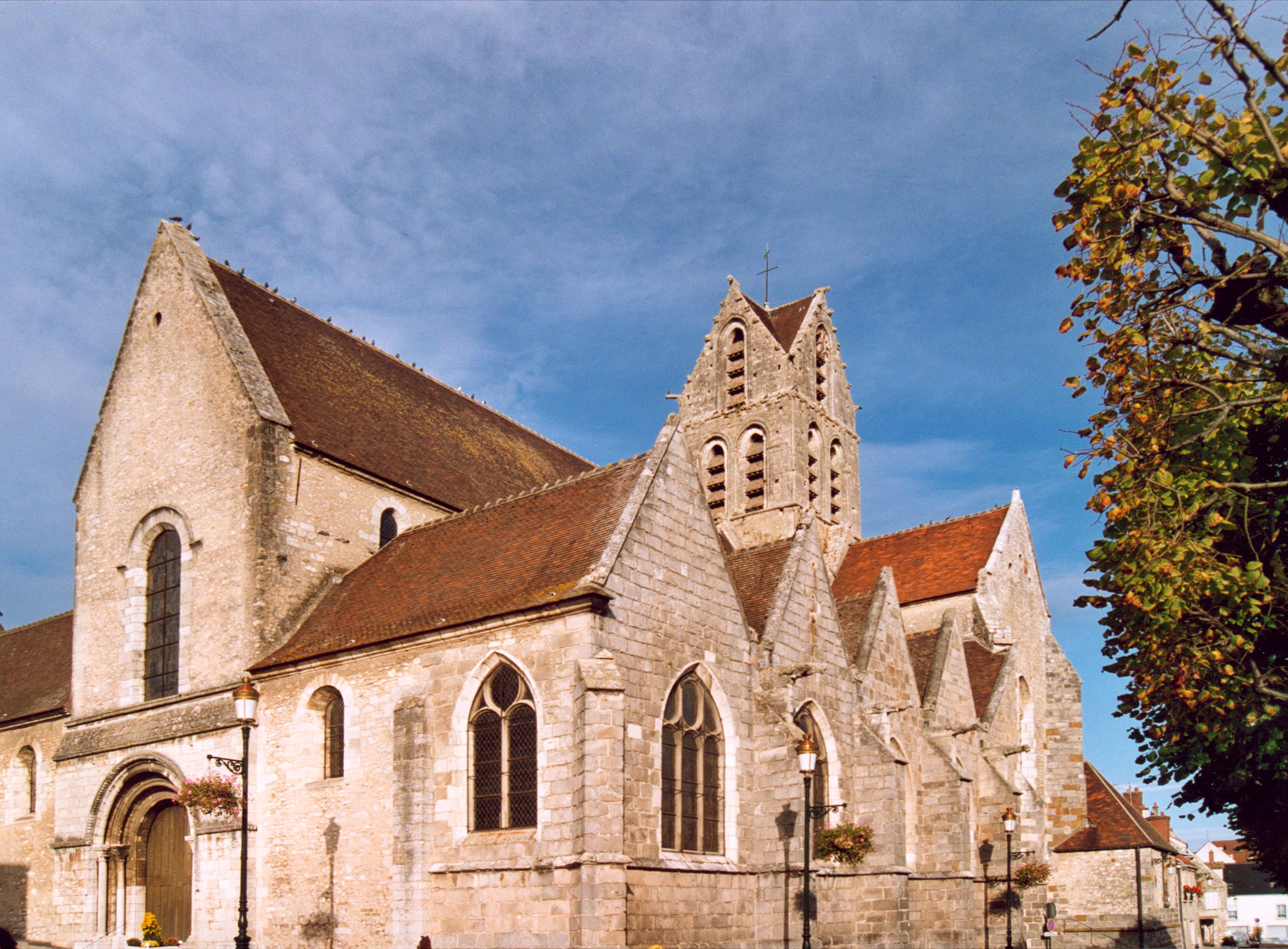
L'église Saint-Gilles d'Étampes.
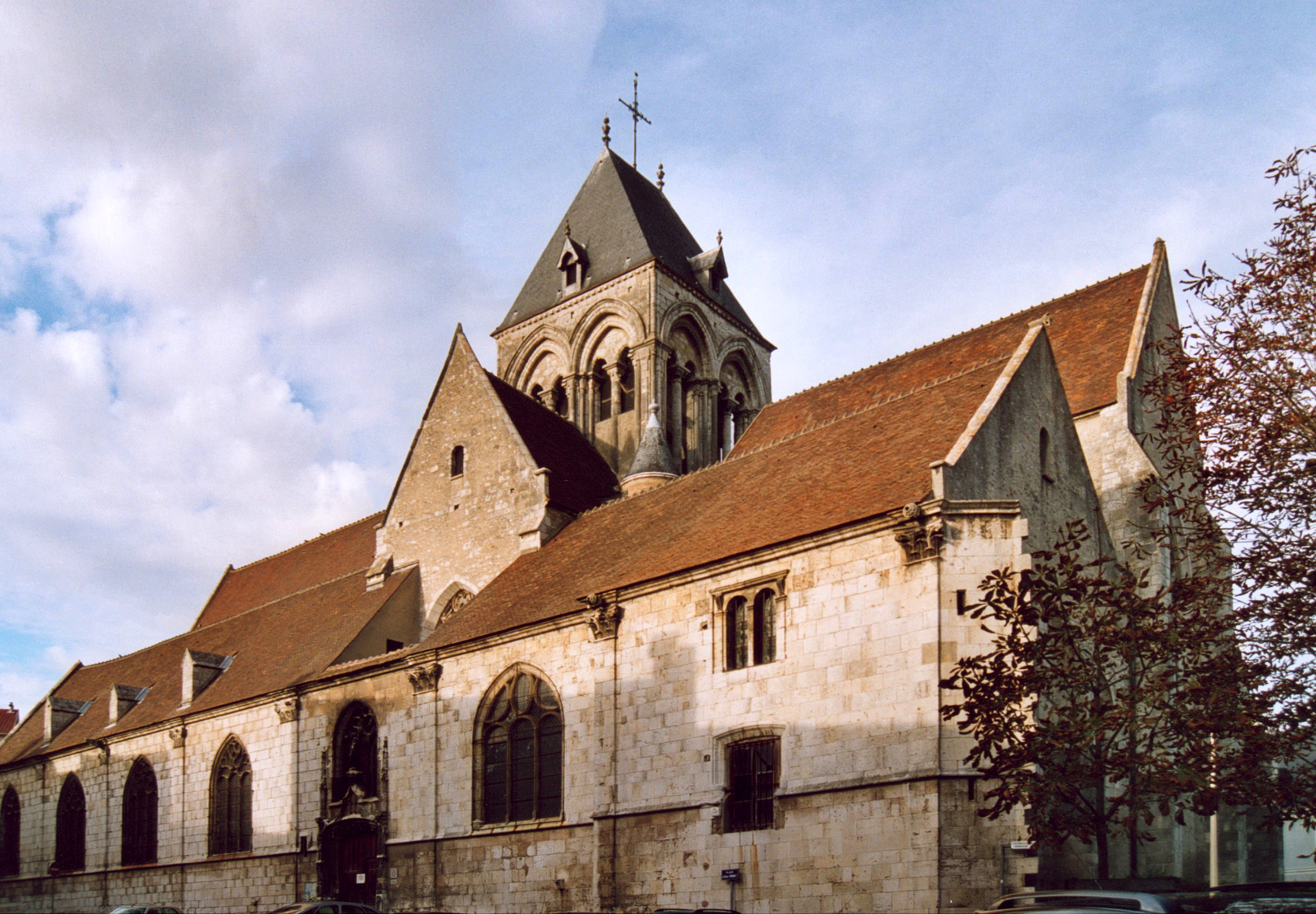
L'église Saint-Basile d'Étampes.
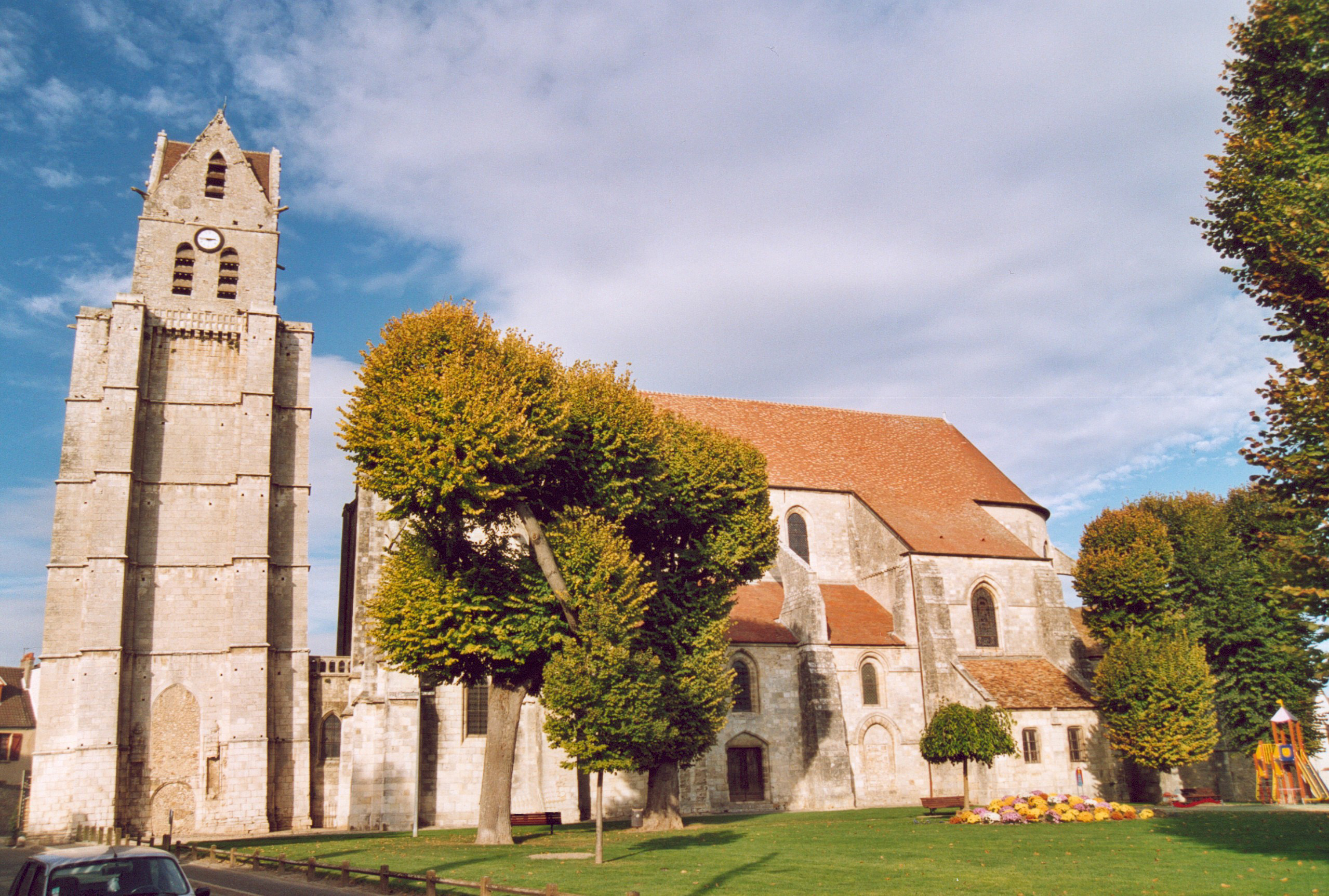
La collégiale Saint-Martin d'Étampes.

## Pour approfondir

## Sources
1. ↑  « Carte du découpage en secteurs sur le site du diocèse. »(Archive.org • Wikiwix • Archive.is • Google • Que faire ?) Consulté le 10/08/2010.